# تقلب (فیلم ۱۹۳۱)
«تقلب» (انگلیسی: The Cheat (1931 film)) یک فیلم به کارگردانی جورج ابوت است که در سال ۱۹۳۱ منتشر شد.